# Grzegorz Bierecki
Grzegorz Michał Bierecki (ur. 28 września 1963 w Gdyni) – polski działacz spółdzielczy, przedsiębiorca i polityk, współtwórca spółdzielczych kas oszczędnościowo-kredytowych w Polsce, przewodniczący Światowej Rady Związków Kredytowych, senator VIII, IX, X i XI kadencji.

## Życiorys
Syn Teodoryka i Marianny. W czasie nauki w IV Liceum Ogólnokształcącym w Gdańsku w 1980 zaangażował się w działalność opozycyjnych organizacji młodzieżowych. W 1981 został przewodniczącym ogólnopolskiego komitetu założycielskiego Federacji Młodzieży Szkolnej, po wprowadzeniu stanu wojennego organizował niejawne struktury Solidarności Młodych. W kwietniu 1984 został tymczasowo aresztowany, zwolniono go na mocy amnestii po około trzech miesiącach. Od 1986 brał udział w reaktywacji lokalnego i wówczas podziemnego Niezależnego Zrzeszenia Studentów, brał udział w redagowaniu wydawnictw drugiego obiegu.
W 1989 ukończył filologię polską na Wydziale Humanistycznym Uniwersytetu Gdańskiego, zaś w 1996 studia podyplomowe z zakresu prawa handlowego na Wydziale Prawa i Administracji tej samej uczelni. Brał udział w obradach Okrągłego Stołu w 1989 (w podzespole ds. nauki i szkolnictwa wyższego), został też etatowym pracownikiem Komisji Krajowej „Solidarności”. W 1990 stanął na czele Fundacji na rzecz Polskich Związków Kredytowych (kierował nią do 2011, w którym to roku fundacja została postawiona w stan likwidacji). W wyborach w 1991 bezskutecznie kandydował do Sejmu z listy PC. W 1992 objął stanowisko prezesa Krajowej Spółdzielczej Kasy Oszczędnościowo-Kredytowej, które zajmował do października 2012 (później w tym samym miesiącu SKOK-i oraz Kasa Krajowa zostały objęte państwowym nadzorem sprawowanym przez Komisję Nadzoru Finansowego). W październiku 2012 został przewodniczącym rady nadzorczej Krajowej Spółdzielczej Kasy Oszczędnościowo-Kredytowej. W 2001 wszedł w skład rady dyrektorów Światowej Rady Związków Kredytowych (WOCCU), od 2005 pełnił funkcję jej sekretarza. W 2006 został członkiem Rady Rozwoju Rynku Finansowego przy Ministrze Finansów. W 2011 wybrano go na pierwszego wiceprzewodniczącego WOCCU, zaś od 15 lipca 2013 do 14 lipca 2015 był jej przewodniczącym.
W 2010 prezydent RP Lech Kaczyński powołał go na członka Narodowej Rady Rozwoju. W wyborach parlamentarnych w 2011 wystartował do Senatu jako bezpartyjny kandydat z ramienia Prawa i Sprawiedliwości w okręgu nr 17 (Biała Podlaska). Otrzymał 31 716 głosów (32,4% głosów w okręgu), uzyskując mandat senatora. W marcu 2015 na własną prośbę został zawieszony w prawach członka klubu parlamentarnego PiS w związku z publikacjami prasowymi na temat nieprawidłowości, do jakich miało dochodzić w systemie SKOK.
W 2015 został ponownie wybrany na senatora, kandydując jako niezależny (PiS nie wystawiło kontrkandydata w tym okręgu) i otrzymując 42 862 głosy. W Senacie przystąpił ponownie do klubu PiS, został przewodniczącym senackiej Komisji Budżetu i Finansów Publicznych. W 2019 został ponownie wybrany na senatora, kandydując z ramienia Prawa i Sprawiedliwości i otrzymując 68 666 głosów. W wyborach w 2023 ponownie został senatorem, uzyskując 71 167 głosów.

## Kontrowersje

### Zarzuty dot. SKOK
W przyjętym we wrześniu 2015 przez Sejm VII kadencji sprawozdaniu Podkomisji nadzwyczajnej do spraw realizacji ustaw o spółdzielczych kasach oszczędnościowo-kredytowych zarzuciła ona Grzegorzowi Biereckiemu wykorzystywanie kas do prywatnego bogacenia się oraz konflikt interesów. Miał on polegać m.in. na łączeniu funkcji prezesa Kasy Krajowej i prezesa zarządu Fundacji na rzecz Polskich Związków Kredytowych, któremu Kasa Krajowa i nadzorowane przez nią SKOK-i zlecały płatne usługi, byciu współwłaścicielem spółki, która wynajmowała lokale podległym Kasie Krajowej SKOK-om oraz udział we władzach kilkunastu spółek zarabiających na usługach dla kas nadzorowanych przez Kasę Krajową, której Grzegorz Bierecki był prezesem, i która nakazem lub zaleceniami miała nakłaniać je do korzystania z usług tych spółek. Majątek fundacji po jej likwidacji przekazano prywatnemu podmiotowi, której głównymi udziałowcami byli bracia Grzegorz i Jarosław Biereccy. Grzegorz Bierecki objął także stanowisko prezesa spółki SKOK Holding S.à.r.l. założonej w 2007 w Luksemburgu, która przejmowała większość zysków należnych Kasie Krajowej. Wnioski podkomisji kwestionowali posłowie Prawa i Sprawiedliwości oraz Kasa Krajowa, zarzucając m.in. „jednostronny przebieg prac”.
Prokuratura nie doszukała się żadnych przewinień w procesie likwidacji Fundacji na rzecz Polskich Związków Kredytowych. Gazety, które publikowały materiały godzące w wizerunek Grzegorza Biereckiego opublikowały sprostowania swoich informacji i przeprosiły za podane spekulacje. 

### Pozwy przeciwko prasie
Bierecki wielokrotnie pozywał dziennikarzy i wydawnictwa prasowe w Polsce w związku z publikacjami opisującymi nadużycia SKOK, jednak większość z nich zakończyła się wygraną mediów. W 2018 Bierecki zażądał usunięcia ze stron Gazety Wyborczej stenogramów z „afery KNF”, które sugerowały próbę ulokowania wielomilionowej kwoty w banku Leszka Czarneckiego. Jednocześnie, w 2019 roku sąd uznał za zasadne nakazanie publikowania sprostowań informacji szkalujących wizerunek Grzegorza Biereckiego oraz zamieszczenie w wydawnictwach przeprosin. 

### Wypowiedzi nt. „oczyszczania Polski”
Podczas obchodów rocznicy katastrofy smoleńskiej w kwietniu 2019, Bierecki wygłosił następującą wypowiedź:

Nie ustaniemy, aż nie doprowadzimy do pełnego oczyszczenia Polski z ludzi, którzy nie są godni należeć do naszej wspólnoty narodowej.

Słowa te odbiły się echem zarówno w kraju jak i za granicą, i były porównywane do retoryki NSDAP w Niemczech lat 30. XX w. Rzeczniczka PiS Beata Mazurek stwierdziła, że słowa Biereckiego były „wyrwane z kontekstu”, choć przyznała jednocześnie, że sama szerszej wypowiedzi nie zna.

## Działalność społeczna
Jest inicjatorem oraz głównym fundatorem Fundacji Sanitas, zarejestrowanej w 2010, zajmującej się statutowo ochroną zdrowia. Powołana przez niego fundacja doprowadziła do powstania, jak również administruje otwartym w 2012 Centrum Medycyny Specjalistycznej Sanitas w Gdańsku.
Jest również jednym z fundatorów i współzałożycieli zarejestrowanej w 2012 fundacji Polski Instytut Katolicki „Sursum Corda” w Gdańsku, której jednym z głównych celów statutowych jest tworzenie doktryny prawnej, mającej służyć obronie uczuć religijnych oraz dobrego imienia chrześcijan.

## Życie prywatne
Ma żonę Marzenę i dwoje dzieci, w tym syna Dominika.

## Odznaczenia
Za zasługi na rzecz ruchu spółdzielczego w 1999 został odznaczony Srebrnym Krzyżem Zasługi. W 2007, za zasługi na rzecz przemian demokratycznych, odznaczony Krzyżem Kawalerskim Orderu Odrodzenia Polski, a w 2017 – Krzyżem Wolności i Solidarności.